# Stockholm Live (arenabolag)
Stockholm Live tidigare Stockholm Globe Arenas, är ett företag som sedan 2008 ägs av Anschutz Entertainment Group och som driver idrotts- och evenemangsanläggningarna vid Globenområdet, det vill säga Strawberry Arena i Solna, och  Avicii Arena (Globen), 3Arena (tidigare Tele2 Arena), Hovet, Annexet, Södra Teatern samt turistattraktionen Skyview i Johanneshov i södra Stockholm. Anläggningarna i Johanneshov ägs av Stockholms stad genom SGA Fastigheter. Under tidigt 2010-tal arrangerades omkring 300 evenemang per år vid arenorna.
Företaget är medlem i branschorganisationen European Arenas Association. Namnbytet skedde den 7 november 2016.